# Stephen M. Young

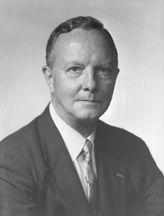
Stephen M. Young

Stephen Marvin Young (* 4. Mai 1889 in Cleveland, Ohio; † 1. Dezember 1984 in Washington, D.C.) war ein US-amerikanischer Politiker für die Demokraten aus Ohio.

## Leben
Young machte 1911 seinen Abschluss in Rechtswissenschaften an der Case Western Reserve University in Cleveland (Ohio).
Von 1913 bis 1917 hatte er einen Sitz im Repräsentantenhaus von Ohio, arbeitete dann ein Jahr als Staatsanwalt im Cuyahoga County. 1916 diente er als Soldat an der mexikanischen Grenze und während des Ersten Weltkriegs in der Army. 1919 kehrte er auf seinen Posten als Staatsanwalt zurück.
1922 bewarb er sich für das Amt des Attorney General von Ohio, konnte diese Wahl aber nicht gewinnen. 1930 stellte er sich zur Wahl, um als Kandidat der Demokraten für die Gouverneurswahl aufgestellt zu werden. Er unterlag seinem demokratischen Parteifreund George White, der sich in der späteren Wahl durchsetzen konnte und 52. Gouverneur von Ohio wurde.
Von 1931 bis 1932 war er Mitglied der Commission on Unemployment Insurance in Ohio. 1932 zog Young in das Repräsentantenhaus der Vereinigten Staaten ein und wurde zwei Jahre später in diesem Amt bestätigt. Anstatt sich 1936 wieder der Wahl zu stellen, startete er einen erneuten Anlauf, um Gouverneur von Ohio zu werden. Dieses Mal verlor er die Nominierung gegen den Amtsinhaber Martin Davey, den Nachfolger von George White.
Young arbeitete von 1937 bis 1939 als Sonderberater für den Attorney General von Ohio und konnte 1940 wieder in das Repräsentantenhaus gewählt werden. Allerdings verlor er diesen Sitz bei der nächsten Wahl an George H. Bender.
Während des Zweiten Weltkriegs diente er wieder in der Army und war in Nordafrika und Italien im Einsatz. Zunächst diente er im Rang eines Majors. Bei seiner Entlassung 1946 hatte er den Rang eines Lieutenant Colonels inne. Danach arbeitete er wieder in Cleveland und Washington D.C. im Rechtswesen.
1948 zog er für eine dritte Amtszeit in das Repräsentantenhaus ein. In der Wahl setzte er sich gegen George H. Bender durch. Zwei Jahre später verlor er seinen Sitz wiederum an Bender. 1956 stellte er sich zur Wahl für den Posten des Attorney General von Ohio, verlor jedoch gegen den Republikaner William B. Saxbe. 1958 kandidierte Young für einen Sitz im Senat der Vereinigten Staaten gegen den amtierenden Republikaner John W. Bricker zur Wahl. Bricker schien unbesiegbar zu sein, doch Young gelang es eine umfassende öffentliche Opposition zu dem von Bricker befürworteten Zusatz zur Verfassung von Ohio, der das Recht auf Arbeit beinhaltete, zu organisieren. Wenige glaubten, dass der mittlerweile 70-jährige Young die Wahl gewinnen könne. Selbst Mitglieder seiner eigenen Partei, insbesondere der Senator Frank J. Lausche, hatten Zweifel daran, dass er Bricker besiegen könnte. Trotz seiner Bestürzung darüber, siegte er gegen Bricker. Young wusste, dass Lausche ihn nicht unterstützt hatte. Als er den Amtseid leisten sollte, verweigerte er Lausche neben ihm zu stehen, was einen Bruch mit der Tradition im Senat darstellte.
1964 verteidigte er seinen Sitz, indem er sich gegen den Republikaner Robert Taft junior durchsetzte. Für eine dritte Amtszeit stellte er sich nicht mehr zur Wahl. Die Demokraten entschieden sich für Howard Metzenbaum, um Young zu ersetzen, aber er unterlag Taft, der wieder der republikanische Kandidat gewesen war.
Bis zu seinem Tod 1984 lebte Young in Washington, D.C.

## Schriften
- Tales Out of Congress. J.B. Lippincott. Philadelphia 1964